# 경기도가평교육지원청
경기도가평교육지원청(京畿道加平敎育支援廳, Gapyeong Office of Education)은 경기도 가평군을 관할하는 경기도교육청 산하의 교육지원청이다.
교육장은 장학관으로 보한다.

## 산하기관

### 초등학교
| - 가평마장초등학교 - 가평초등학교 - 대성초등학교 | - 목동초등학교 - 명지분교 - 미원초등학교 - 위곡분교 - 락분교 | - 방일초등학교 - 상면초등학교 - 상색초등학교 - 상천초등학교 | - 연하초등학교 - 율길초등학교 - 조종초등학교 - 청평초등학교 |

### 중학교
| - 가평북중학교 - 가평중학교 | - 설악중학교 - 조종중학교 | - 청심국제중학교 - 청평중학교 |

## 같이 보기
- 대한민국 교육부